# 6mm BR

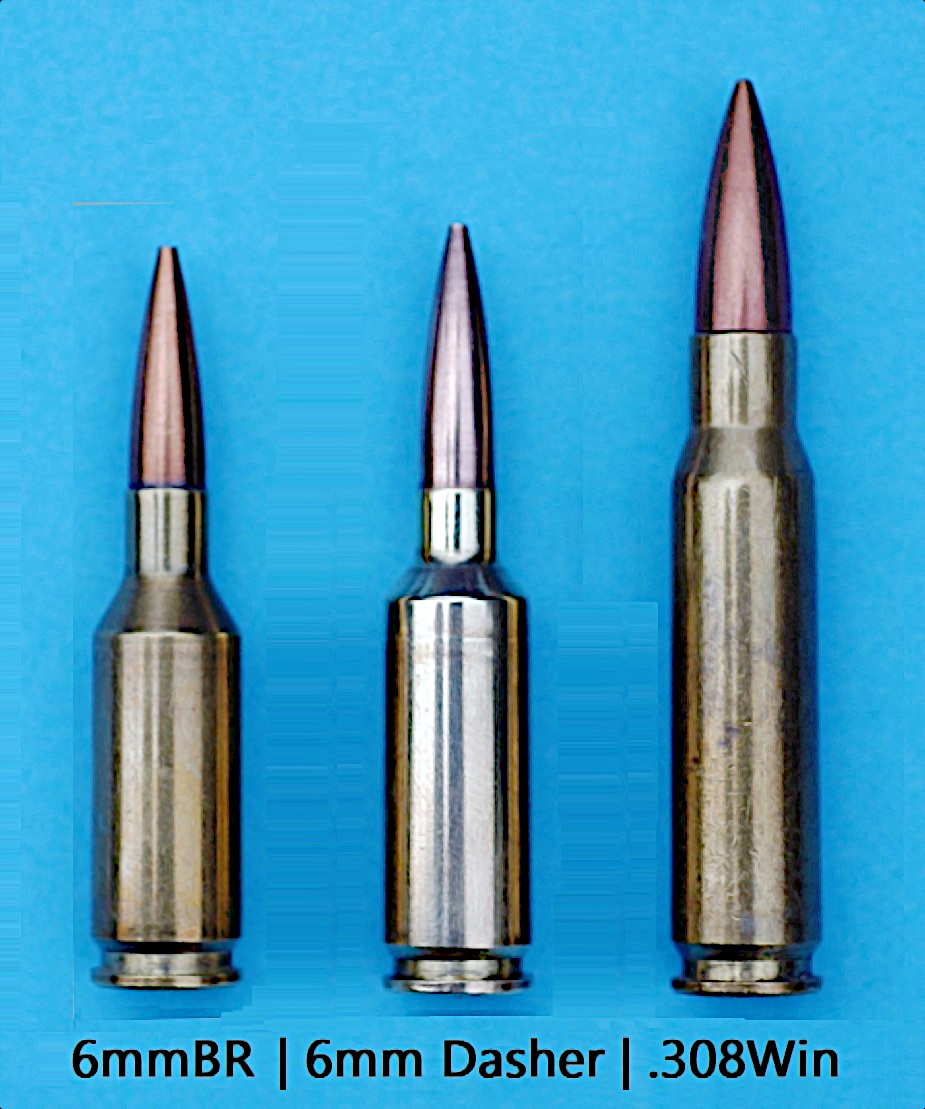
Um cartucho 6mm BR ao lado de um 6mm Dasher e um .308 Winchester.

O 6mm BR é um cartucho magnum de fogo central para rifles, criado para tiro com apoio de bancada ("benchrest"). O cartucho também é conhecido como 6mm Bench Rest ou simplesmente 6 BR, e também conquistou seguidores entre os caçadores de animais daninhos por causa de sua eficiência. Existem duas variantes básicas de dimensões muito semelhantes, conhecidas como 6mm BR Remington e 6 mm Norma BR.

## Características
Como o 6mm BR era um cartucho wildcat e não foi padronizado até 1978, vários anos depois do início do projeto em 1962-63, existiam muitas variações do cartucho. Os estojos exigiam o "fire forming", já que as câmaras dos rifles variavam de uma para outra.
Existem muitas outras variantes do 6mm BR além das versões "Remington" e "Norma":o "6mm BRX", o "6mm Dasher", o "6mm BRBS" e o "6mm UBL".

## Dimensões
Os fabricantes mais conhecidos do cartucho 6mm BR são: a Remington que o introduziu em 1978, um dos primeiros cartuchos a seguir o conceito de estojos curtos e "gordos", mais eficientes e precisos, e a Norma, que lançou um modelo quase idêntico em 1996, padronizando sua versão dessa munição com balas very-low-drag (VLD).

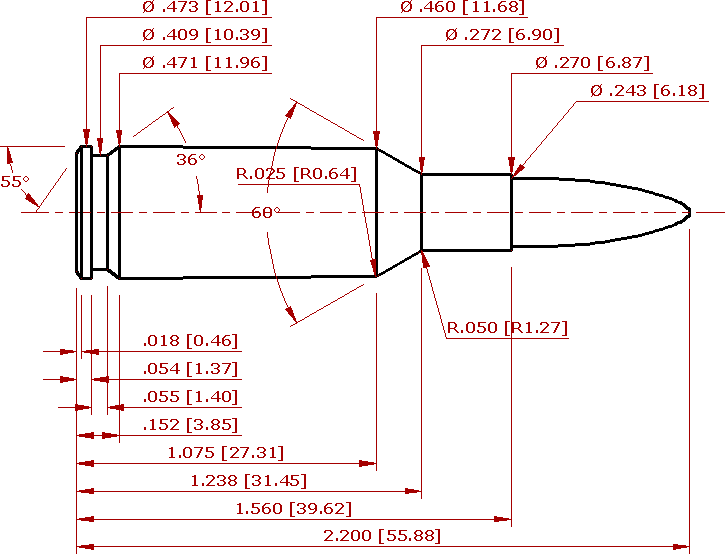
O 6mm BR Remington.
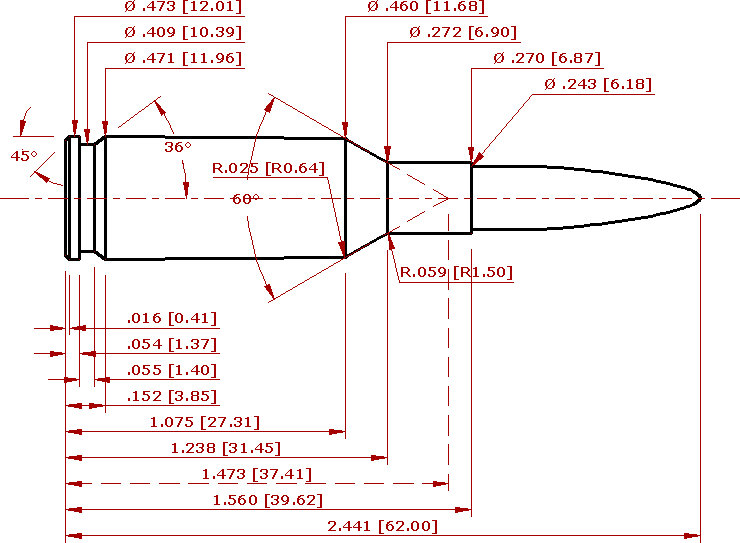
O 6mm BR Norma.